# Olympische Sommerspiele 2016/Kanu – Einer-Kajak 500 m (Frauen)
Das Kanu-Rennen der Frauen mit dem Einer-Kajak über 500 m bei den Olympischen Spielen 2016 wurde vom 17. bis 18. August 2016 in der Lagoa Rodrigo de Freitas ausgetragen.

## Titelträger
| Olympiasiegerin | Danuta Kozák    | London 2012  |
| Weltmeisterin   | Lisa Carrington | Mailand 2015 |

## Ergebnisse

### Vorlauf

#### Lauf 1
| Platz | Kanutin           | Nation         | Zeit         | Bemerkung |
| ----- | ----------------- | -------------- | ------------ | --------- |
| 1     | Lisa Carrington   | Neuseeland     | 1:54,765 min |           |
| 2     | Emma Jørgensen    | Dänemark       | 1:55,660 min |           |
| 3     | Teresa Portela    | Portugal       | 1:56,439 min |           |
| 4     | Rachel Schofield  | Großbritannien | 1:56,612 min |           |
| 5     | Soja Anantschenko | Kasachstan     | 1:58,136 min |           |
| 6     | Yusmari Mengana   | Kuba           | 2:02,162 min |           |
| 7     | Afef Ben Ismail   | Tunesien       | 2:08,170 min |           |

#### Lauf 2
| Platz | Kanutin             | Nation      | Zeit         | Bemerkung |
| ----- | ------------------- | ----------- | ------------ | --------- |
| 1     | Danuta Kozák        | Ungarn      | 1:53,427 min |           |
| 2     | Maryna Litwintschuk | Belarus     | 1:53,966 min |           |
| 3     | Bridgitte Hartley   | Südafrika   | 1:55,737 min |           |
| 4     | Franziska John      | Deutschland | 1:56,601 min |           |
| 5     | Lasma Liepa         | Türkei      | 1:59,581 min |           |
| 6     | Ana Paula Vergutz   | Brasilien   | 2:00,680 min |           |
| 7     | Marina Toribiong    | Palau       | 2:14,807 min |           |

#### Lauf 3
| Platz | Kanutin                 | Nation             | Zeit         | Bemerkung |
| ----- | ----------------------- | ------------------ | ------------ | --------- |
| 1     | Zhou Yu                 | China              | 1:53,043 min |           |
| 2     | Émilie Fournel          | Kanada             | 1:53,670 min |           |
| 3     | Marija Powch            | Ukraine            | 1:54,247 min |           |
| 4     | Karin Johansson         | Schweden           | 1:55,049 min |           |
| 5     | Špela Ponomarenko Janić | Slowenien          | 1:55,934 min |           |
| 6     | Maggie Hogan            | Vereinigte Staaten | 1:58,970 min |           |
| 7     | Anne Cairns             | Samoa              | 2:01,885 min |           |

#### Lauf 4
| Platz | Kanutin                | Nation        | Zeit         | Bemerkung |
| ----- | ---------------------- | ------------- | ------------ | --------- |
| 1     | Inna Osipenko-Radomska | Aserbaidschan | 1:51,750 min |           |
| 2     | Ewelina Wojnarowska    | Polen         | 1:52,193 min |           |
| 3     | Jelena Anjuschina      | Russland      | 1:52,597 min |           |
| 4     | Martina Kohlová        | Slowakei      | 1:53,167 min |           |
| 5     | Dalma Ružičić-Benedek  | Serbien       | 1:54,048 min |           |
| 6     | Naomi Flood            | Australien    | 1:54,150 min |           |

### Halbfinale

#### Lauf 1
| Platz | Kanutin               | Nation     | Zeit         | Bemerkung |
| ----- | --------------------- | ---------- | ------------ | --------- |
| 1     | Maryna Litwintschuk   | Belarus    | 1:55,641 min | A-Finale  |
| 2     | Lisa Carrington       | Neuseeland | 1:56,155 min | A-Finale  |
| 3     | Dalma Ružičić-Benedek | Serbien    | 1:57,294 min | A-Finale  |
| 4     | Karin Johansson       | Schweden   | 1:59,321 min | B-Finale  |
| 5     | Ewelina Wojnarowska   | Polen      | 1:59,458 min | B-Finale  |
| 6     | Marija Powch          | Ukraine    | 2:00,714 min |           |
| 7     | Soja Anantschenko     | Kasachstan | 2:01,660 min |           |

#### Lauf 2
| Platz | Kanutin           | Nation     | Zeit         | Bemerkung |
| ----- | ----------------- | ---------- | ------------ | --------- |
| 1     | Danuta Kozák      | Ungarn     | 1:54,241 min | A-Finale  |
| 2     | Emma Jørgensen    | Dänemark   | 1:55,193 min | A-Finale  |
| 3     | Zhou Yu           | China      | 1:55,311 min | A-Finale  |
| 4     | Jelena Anjuschina | Russland   | 1:57,229 min | B-Finale  |
| 5     | Martina Kohlová   | Slowakei   | 1:57,801 min | B-Finale  |
| 6     | Naomi Flood       | Australien | 2:01,910 min |           |
| 7     | Lasma Liepa       | Türkei     | 2:08,450 min |           |

#### Lauf 3
| Platz | Kanutin                 | Nation         | Zeit         | Bemerkung |
| ----- | ----------------------- | -------------- | ------------ | --------- |
| 1     | Franziska John          | Deutschland    | 1:56,515 min | A-Finale  |
| 2     | Inna Osipenko-Radomska  | Aserbaidschan  | 1:57,627 min | A-Finale  |
| 3     | Špela Ponomarenko Janić | Slowenien      | 1:58,098 min | B-Finale  |
| 4     | Teresa Portela          | Portugal       | 1:58,360 min | B-Finale  |
| 5     | Bridgitte Hartley       | Südafrika      | 1:58,397 min | B-Finale  |
| 6     | Rachel Schofield        | Großbritannien | 1:58,410 min | B-Finale  |
| 7     | Émilie Fournel          | Kanada         | 1:59,638 min |           |

### Finale

#### B-Finale
Anmerkung: Gefahren wurde hier um die Plätze neun bis sechzehn, das heißt, die Siegerin des B-Finales Jelena Anjuschina wurde insgesamt Neunte usw.
| Platz | Kanutin                 | Nation         | Zeit         | Bemerkung |
| ----- | ----------------------- | -------------- | ------------ | --------- |
| 1     | Jelena Anjuschina       | Russland       | 1:57,202 min |           |
| 2     | Špela Ponomarenko Janić | Slowenien      | 1:57,541 min |           |
| 3     | Teresa Portela          | Portugal       | 1:58,058 min |           |
| 4     | Ewelina Wojnarowska     | Polen          | 1:58,167 min |           |
| 5     | Martina Kohlová         | Slowakei       | 1:58,211 min |           |
| 6     | Karin Johansson         | Schweden       | 1:58,363 min |           |
| 7     | Rachel Schofield        | Großbritannien | 1:58,470 min |           |
| 8     | Bridgitte Hartley       | Südafrika      | 2:01,890 min |           |

#### A-Finale
| Platz | Kanutin                | Nation        | Zeit         | Bemerkung |
| ----- | ---------------------- | ------------- | ------------ | --------- |
| 1     | Danuta Kozák           | Ungarn        | 1:52,494 min |           |
| 2     | Emma Jørgensen         | Dänemark      | 1:54,326 min |           |
| 3     | Lisa Carrington        | Neuseeland    | 1:54,372 min |           |
| 4     | Maryna Litwintschuk    | Belarus       | 1:54,474 min |           |
| 5     | Franziska John         | Deutschland   | 1:54,553 min |           |
| 6     | Zhou Yu                | China         | 1:54,994 min |           |
| 7     | Dalma Ružičić-Benedek  | Serbien       | 1:55,095 min |           |
| 8     | Inna Osipenko-Radomska | Aserbaidschan | 1:56,573 min |           |